# Глибоке (Топкинський округ)
Глибо́ке (рос. Глубокое) — село у складі Топкинського округу Кемеровської області, Росія.

## Населення
Населення — 723 особи (2010; 762 у 2002).
Національний склад (станом на 2002 рік):
- росіяни — 92 %